# Unreal (videójáték, 1998)
Az Unreal (ejtsd „ánríl”, ford. „valótlan”, „valószerűtlen”) egy 1998-ban megjelent, sci-fi témájú akció-kaland FPS műfajú videójáték, melyet túlélőhorror elemek színeznek. Történetének főhőse (akit végig csak „849-es számú elítéltként” ismerhetünk) egy rabszállító űrhajó foglyaként részese lesz egy kényszerleszállásnak a távoli Na Pali bolygón, melynek primitív és békés őslakosait egy értelmes, de meglehetősen vérszomjas űrutazó idegen faj, a skaarj igázta le. A játékos feladata a karaktert irányítva megszabadulni a bolygóról azáltal, hogy a pályákon található fegyvereket és lőszereket megszerezve, lelövi a számos és különféle ellenfelet.
A címet a játék „hivatalos” honlapján található felvezető szöveg a következőképp magyarázza: „Az űrhajód épp most zuhant le egy ismeretlen bolygón. A legjobb barátodat épp most falta fel egy szörny. Semmid sem maradt – csak a vágy, hogy hazatérhess. – »Ez nem lehet igaz.« – mondod magadban. – »Ez nem lehet valóság. Ez nem lehetséges. Ez képtelenség.«”. Valójában azonban a „Valótlan(ság)” cím egy volt a számos félig-meddig komolyan gondolt munkacím közül (Sin, Dark Earth), amely végül is véletlenszerű döntés alapján lett véglegessé.
Az Unrealt – mikor a hosszas késlekedés után végre megjelent – a szakma és a közönség is nagyon pozitívan fogadta; üzletileg is sikeresnek bizonyult (bekerülve a tíz legeladottabb videójáték közé), a szakma különböző fórumain mintegy húsz díjat nyert. Annak ellenére, hogy főleg a grafika terén jelentett paradigmaváltást, az FPS műfajába „apróságokon” kívül másféle, koncepcionális változást nem hozott (bár ezek az apróságok is pozitívan értékeltek voltak, mint pl. a kétüzemmódú fegyverek, a szerepjátékok élményét halványan felidéző univerzális fordítógép, vagy a nem-ellenséges szereplők), széles rajongótábor alakult ki körülötte. Ez nemcsak a maga idejében meghatározóvá vált (de még tíz évvel megjelenése után is csak a piacvezető játékok által túlszárnyalt) grafikai eszközeinek köszönhető, hanem sajátos hangulatának, atmoszférájának is. Minthogy megjelenése óta az FPS műfaj sokat fejlődött, és az Unreal újításai ma már alapkövetelménynek számítanak egy komoly FPS számára, mely utóbbiak technikailag általában meghaladják ennek a játéknak a megvalósítását, mára az Unreal jelentőségét főleg az adja, hogy ez volt a számtalan Unreal motorra épülő játék közül a legelső, továbbá hogy a „kultikussá” vált Unreal Tournament sorozat előzménye, első vagy megelőző darabja volt.
Bár széles körben a kilencvenes évek legvégebeli 3D-s játékok egyik legjobbjának értékelték, az Unrealt a maga által szabott irányba sokáig nem fejlesztették, így valódi egyjátékos módra épülő folytatás nélkül inkább csak az Unreal Tournamentben élt tovább, mivel ekkoriban az FPS műfaj a Quake-sorozat által megteremtett aréna-FPS mintáját kezdte el követni. A megjelenést követő évben ugyan kiadták egy túl sok figyelmet nem kapó kiegészítését (Return to Na Pali), de a valódi folytatás, az Unreal II: The Awakening csak 2003-ban jelent meg; s mivel utóbbi fogadtatása meglehetősen kedvezőtlen volt, további SP/akció-kaland folytatások már nem jelentek meg.

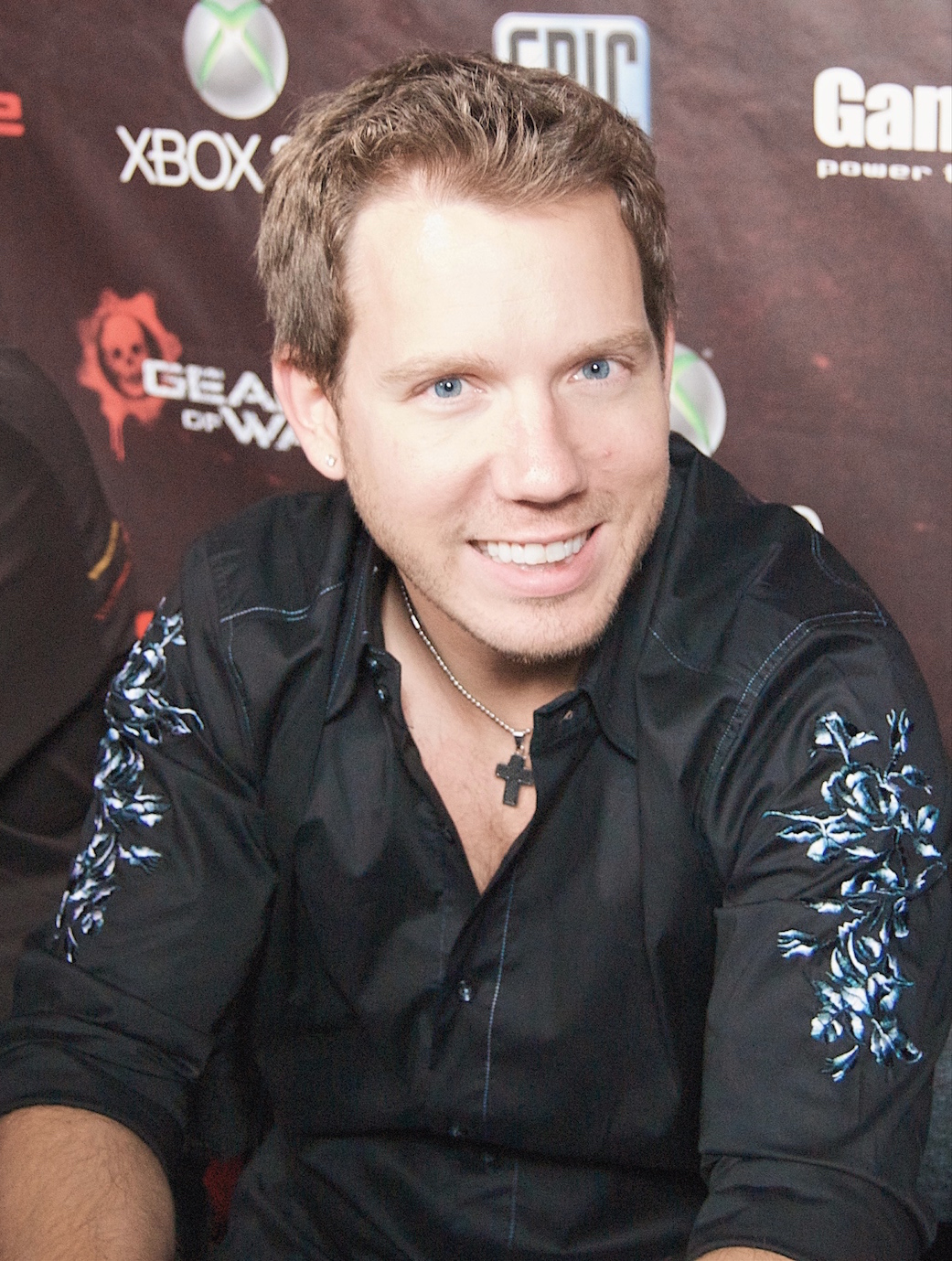
Cliff Bleszinski, az egyik tervező

## Készítése

### Előzmények
Az Epic MegaGames játékfejlesztő csapatot 1991-ben alapította Tim Sweeney (a nevük akkor még Potomac Computer Games volt). A néhány személyes cég platformjátékokat, flipperszimulátorokat és hasonló egyszerű, általában shareware alkotásokat gyártott, mígnem két fejlesztője, a tervező Cliff Bleszinski, és barátja, a programozó James Schmalz, valamikor 1994-ben kipróbálták a frissen (1993-ban) megjelent Doom nevű, kézifegyverekkel való öldöklésre épülő játékot, és azonnal az akcióban és adrenalinban bővelkedő új képernyő-sport, a deathmatch rajongóivá váltak (ahogy Bleszinski egy újságnak elmondta, a munkaidő komoly részét ekkoriban a Doom jelentette virtuális gyilkolászással töltötték).
Schmalznak éppen volt egy nagyon kidolgozatlan (lényegében csak papíron létező) FPS játékterve. Olyasfajta röpködős játékot kívánt tervezni, mint az éppen top-FPS-nek számító Magic Carpet (1994) ill. a kevésbé ismert Descent, ahol robotszerűen kinéző járművekkel röpködve bányák és hasonló ipari létesítmények folyosóin kellett volna lelőni az ellenséges robotjárműveket. Az FPS műfaj azonban nem nagyon illeszkedett az Epic szokott, platformeres profiljába, így először csak Bleszinskinek mutatta meg a terveket, illetve egy primitív demóprogramot, akit érdekelt az ötlet, és elhatározták, hogy közösen elkészítik a saját akciójátékukat – mivel Bleszinski épp egy platformos játék folytatásán, a Jazz Jackrabbit 2-n dolgozott, munkaidőn túl. A fő mintát hamarosan a nagy kedvenc, a Doom kezdte jelenteni. A barlangok helyett (szintén elsősorban csak papíron megtervezett) kastélyokba tették át a helyszínt, a robot-járműveket pedig emberi karakterekre cserélték.

### A vállalkozás kiteljesedése
Az Unreal készítésének kezdő dátuma pontosan nem határozható meg, 1994 közepére tehető. Sweeney már ebben a korai szakaszban elkezdett azon kísérletezni, hogy textúrákkal alakítsa ki a játékbeli környezet kinézetét.
Látva Schmalz terveit, csatlakozott hozzájuk Tim Sweeney, a főnökük is, aki nem azon szörnyedt el, hogy a tervek nem kapcsolódnak a megbeszélt munkamenethez, hanem mindenekelőtt Schmalz „kőkorszaki”, papíron-dolgozós munkamódszerén. Azonnal bejelentette, hogy ír egy pályaszerkesztőt Schmalznak – ez nagyon megkönnyítette volna Schmalz dolgát, hiszen így jóval könnyebb a terveket módosítani, ráadásul az elkészült munkát már digitalizálni sem kell. Úgy látszik azonban, Sweeney sem volt kevésbé perfekcionista, mint beosztottjai, hamarosan azt kellett észrevennie, hogy valójában egy minden eddiginél lenyűgözőbb grafikus motoron dolgozik.
Míg Sweeney a motort fejlesztette marylandi otthonában (állítólag a garázsában), Bleszinski a történeten és pályákon dolgozott Kaliforniában, Schmalz a látványterveket valósította meg a kanadai Ontarióban (például az editorban megszerkeszthető épületek építőkockáit kódolta). Egy Unrealhoz hasonló 3D-s FPS megalkotása azonban három-egynéhány lelkes, de ilyen munkában tapasztalatlan tervezőnél jóval több embert igényelt. Sweeney egy interjúben elmondta, hogy az Unreal, az Epic addigi legnagyobb vállalkozása, a cég szinte minden idejét és anyagi erőforrását felemésztette. De az áldozatok és a megfeszített munkatempó ellenére nagyon lassan haladtak. Schmalz bevonta a munkába saját 1993-ban alapított fejlesztőcégét, a Digital Extremes-t is, mígnem egy körülbelül húszfős tervezőcsapat alakult ki.
Az idő előrehaladtával az Epic is bővült. A pályatervezésben pl. mintegy fél tucat Epic munkatárs vett részt, úgymint maga Cliff Bleszinski, Cedrix Fiorentino, Alan Willard (ő hangok, textúrák és más elemek elkészítésében is részt vett), Elliot Cannon, Juan Pancho és Evelyn Eekels, Shane Claudle. A mesterséges intelligencia programozását – amit a kritika később a grafika mellett a játék jól sikerült jellemzőjének értékelt – Steven Polge végezte.

### Az Unreal mint vállalatközi termék
Sokat segített, hogy beszállt a vállalkozásba a tekintélyes erőforrásokkal rendelkező GTI Interactive forgalmazócég, egy 1996-os E3-on bemutatott rövid Unreal engine demó megtekintése után. A GTI mellett olyan piacmeghatározó emberek is fantáziát láttak az Unreal motorban, mint Bill Gates. A kilencvenes évek közepén a Microsoft és az Epic vezetői találkoztak (állítólag a legnagyobb titokban), a MS pedig szerződést ajánlott nekik egy Unreal motorra épülő játék készítésére. Végül a megállapodást nem kötötték meg, a GTI lett a játék kiadója.
A GTI hitt az új játék megvalósíthatóságában (ebben korántsem osztozott mindenkivel, ld. lentebb), és szerződést kötött az Epic-kel a majdan elkészülő termékre, így további anyagi forrásokat (mintegy egymillió dollárt) sikerült a cél szolgálatába állítani. A munkafolyamat azonban csak akkor gyorsult fel igazán, mikor rájöttek, hogy a nagy földrajzi távolságok (Kanada, Maryland, Kalifornia) cseppet sem segítik a munka összehangolását, és az összes érdekelt Kanadába összpontosította erőit (1996), továbbá – részben a GTI ösztönzésére – a feladatokat is koncentrálni kezdték, azaz az addig létrejött túlságosan is ambiciózus anyagból kiválasztottak egy részt konkrét megvalósításra, a többit (becslések szerint a tervek több mint 50%-át) elvetették vagy eltették az esetleges folytatások számára. Addigra befejezték a Jazz Jackrabbithoz hasonló, függőben lévő munkákat, így az Epic minden erejét az Unreal fejlesztésére fordíthatta.
A cég ugyanakkor elkövette azt a hibát (az Epic marketingese, Mark Rein szándéka ellenére), hogy míg a készülő munkából időnként demókat és részleteket adott közre, a megjelenési időpontokat viszont nem tartotta be, többször elhalasztotta. Ez azt a látszatot keltette, hogy nagy csinnadrattával készítenek valami olyan terméket, ami valójában átlagos színvonalú, vagy éppen befejezetlen lesz vagyis az Unreal projekt lényegében csak egy üzleti marketingfogás. A tekintélyes Wired magazin (amely afféle havi technológiai figyelő) 1997-ben például ironikusan „vaporware-nek” (szó szerint fordítva „hencegésnemű árucikknek”, értelem szerinti fordításban „porhintésnek”) nevezte az Unrealt évente közzétett vaporware-listájában. Továbbá a játékipar más cégei is értesültek a termék fejlesztésének, fejlődésének irányáról. Ez megkönnyítette számukra, hogy az Unrealtól csent ötleteket saját játékaikhoz felhasználják, és az így készült termékeket pedig az Epic gyermekének megszületése előtt jelentessék meg.

### Megjelenés
Végül az Unreal csak 1998-ban, jóval a tervezett időpont után jelent meg. Közben többször is gyökeres változásokon ment keresztül: a kezdeti, a Descentet klónozni kívánó űrhajós-barlangos csaták ötletét hamar feladták, és egy fantasy-FPS-t kezdtek készíteni egy hatalmas vörös tűzokádó sárkánnyal a középpontban. Ennek a munkafázisnak a maradványai a középkorias nali épületek, illetve az energia-dárdás krall faj (melyek eredetileg kentaur- vagy Minotaurusz-szerű fantasy-lényeknek készültek), valamint a sárkányszárnyas skaarj hadúr (warlord), amely tűzokádás helyett rakétákat lövöldöz a játékosra. Csakhogy ezzel az elgondolással is volt egy óriási baj: Schmalz és Bleszinski nem akartak teljesen visszamenni a középkorba, hol marad akkor a Doom-ból ismert fegyverropogás és tömeggyilkosságok élménye? Így végül visszatértek Schmalz kezdeti sci-fi elgondolásához, de – engedve az akkori játékpiacon uralkodó középkor-divatnak is – a történetet egy középkori szinten álló bolygóra helyezték, ahol a főhős űrhajója majd lezuhan …
A várakozás hosszas volt, de végül meghozta az eredményt: az Unreal kezelhetőségében, grafikában és hanghatásokban új lehetőségeket teremtett, vagy régebb óta létező eszközöket valósított meg minden addigi 3D-s videójátéknál magasabb színvonalon, amelyek számos méltatója szerint a korabeli riválisai fölé emelték. Voltak, akik csak úgy emlegették, mint Quake-killert, arra célozva, hogy az Unreal maga alá fogja temetni a Quake II-t. Valójában a két cég, az Id Software és az Epic között közel sem volt olyan barátságtalan a versengés, amihez a „gyilkosság” terminológia illenék (például az Unreal AI-programozója, Polge, azelőtt az Id-nek dolgozott, és a Quake-hez írt AI elemről, a „ReaperBot”-ról lett híres), és a Quake-killing végül nem is következett be, mégis, az Unreal így is történelmet írt, és – igaz, a Quake III Arena, a Half-life és az Unreal Tournament megjelenése miatt csak rövid időre – a korai FPS-ek egyik etalonja lett. Az alkotók és forgalmazók azon véleménye, miszerint az Unreal „hihetetlenül szépséges és valóságosnak tűnő világ, a lehető legrészletesebb környezettel, amely valaha is megszépítette a PC-képernyődet” – abban az időben jóval több volt hangzatos, de „valótlan” reklámszövegnél.

## Játékelemek

### Történet
|  | Alább a cselekmény részletei következnek! |

Az Unreal főhősének kilétéről egy azonosítási számon kívül (ő a 849-es számú elítélt, akit a Földről - vagy más földi érdekeltségű bolygóról - egy messzi börtön-holdra szállítanak) szinte semmi egyéb nem derül ki, mindössze annyi, hogy ember. Valószínűleg szándékosan, még a neme sem egyértelműsíthető (ugyanis a játékos férfi és női karaktert egyaránt választhat magának a játék beállító menüjéből - az Unrealban az alapértelmezett modell egy Gina nevű női, míg a Visszatérés Na Palira c. kiegészítésben egy Carter nevű férfi karakter).
A 849-es számú elítélt a Vortex Rikers nevű kis rabszállító űrhajó fogja volt, amely a Gamma jelzésű űrszektorban egy mágneses téranomáliát észlelt, emiatt eredetileg tervezett útvonalától nagyobb kitérőre kényszerült. Azonban hamarosan egy eddig ismeretlen Föld-szerű bolygó érthetetlenül erős gravitációs vonzásába került, ami végül - a legénység erőfeszítéseinek ellenére - a lezuhanását okozta.
A játék kezdetén, amikor a 849-es elítélt felébred a kényszerleszállás okozta sérülések miatti hosszas ájultságából, első dolga elhagyni a hajót. Miközben a kijárat felé tart, észlelnie kell, hogy a hajón valami nagyon nincs rendben, még a balesetet figyelembe véve sem. A folyosókról, a nem működő zárt ajtók mögül rémült emberek káromkodásai, halálordításai, lövések, és furcsa állati hangok hallatszanak. A legénység nincs a helyén, akik mégis, azok halottak. Lépten-nyomon emberi holttestek, esetleg csak testrészek hevernek. A hajót megtámadták. Két ízben furcsa, hüllőszerű lényeket is látni, amelyek azonban nem támadják meg a főhőst, így az észrevétlenül megszökhet.
Kilépve a börtönhajó vészkijáratán, egy gyönyörű, békésnek látszó világban találja magát, egy vízeséses völgyben. Hamarosan azonban rátalál a Vortex Rikers néhány túlélőjének holttestére és feljegyzéseire, valamint egy helybéli lakos naplójára. Ezekből megtudja, hogy az emberek tábort vertek az előző napokban, de váratlanul állig felfegyverzett idegenek támadtak rájuk. A helybéli őslakosok, a négykezű, békés nalik ugyan igyekeztek elbújtatni a túlélőket, de sikertelenül. Végül legtöbbjüket megölték.
A túlélők és az események után nyomozva, és egyben a támadók elől menekülve, a 849-es elítélt a közeli Rrajigar tarydiumbányán át próbál átvágni. Ezzel megkezdődik rémálomszerű utazása a mennyországból pokollá változott Na Pali bolygón. A naliktól, illetve az út során talált halott emberek elektronikus naplóiból számos dolog derül ki: a Vortex Rikers legénységét a skaarj nevű faj mészárolta le, jelenleg ők uralkodnak a bolygón, amelyet a hadicélokra használható tarydiumkristály-bányák miatt foglaltak el. A nalik nagy részét a bányákba hurcolták rabszolgának. De az emberekkel sem bánnak másképp, mert a skaarj kegyetlen és vérszomjas, a saját erején kívül semmilyen értékben nem hisz. Ezt a bolygót minél előbb kell hagyni, amíg lehetséges.
Ez azonban nem egyszerű. A főhős ugyanis mindenét elvesztette, rádión nem kérhet segítséget a földiektől (még ha sikerülne is egy emberi űrjárműnek leszállnia az ellenséges bolygón, visszavinnék őt a börtönbe), csak magára (és néha egy-egy őslakos segítségére) számíthat. Rengeteg falut, bányát, épületet, félig elhagyott vagy skaarj büntetőtelepként működő templomot, skaarj vagy más, emberi vagy idegen tulajdonban lévő űrhajót vagy katonai létesítményt kell átkutatnia (és megölnie az őrszemélyzetet, valamint a helybeli ragadozókat), mígnem remény nyílik a szabadulásra. Az egyik Nali kastélyból a skaarj vezérűrhajóra, az Anyahajóra teleportál, ahol sikerül felrobbantania a főreaktort. Az energiaveszteség miatt sötétségbe borult, érzékelőit, pajzsait vesztett hajón gyakorlatilag észrevétlenül megközelítheti a megszállást irányító skaarj királynőt, akit megöl. Ezután a hajó egyik mentőkabinjába menekül, mely sikeresen startol, beleveszve a világűr sötétjébe, nagyon halvány reményt jelentve a végleges megmenekülésre.
|  | Itt a vége a cselekmény részletezésének! |

Míg a kritikusok és a rajongók egy része a (bevezető demovideó nélkül induló) alaptörténetet és a főhőst túl egyszerűnek, hiányosan jellemzettnek tartotta, mások ugyanakkor e szűkszavúságban is koncepciót láttak, mondván, hogy a főhőst nem-, háttértörténet-, jellem-, nemzetiség- stb. nélkülisége csak egyetemesebbé teszi, míg az alaptörténet valójában megvan, csak éppen a játékosnak kell felfedeznie (azáltal, hogy elolvassa az univerzális fordító üzeneteit), illetve megteremtenie (azáltal, hogy bejárja a pályákat). Egyes rajongók azt is megjegyezték, hogy kidolgozott történetet várni egy FPS-től teljességgel sport- és műfajszerűtlen.
Mindenesetre a 3D-s kép- és hangmegjelenítés, a szerencsés alaptörténet-választás és a megjelenése után tíz évvel is sok tekintetben megdöbbentően jó grafika és hanghatás-arzenál, és a többek közt ezek által kialakított sajátos hangulat, atmoszféra nagy rendszerkövetelménye ellenére is azonnal népszerűvé tette az Unrealt. A tágas külső helyszínek és hatalmas vízalatti labirintusok megjelenése, a helyi élővilággal együtt, az - egyébként illuzórikus - nemlinearitás érzését adja a játékhoz, a szerencsétlenül járt emberek és nalik naplóiból néha valóságos novellák bontakoznak ki, amik pedig egy kis RPG ízzel fűszerezik a sok harcot.

### Játékmenet
Az Unreal sem változtatta meg lényegesen az FPS mint műfaj kliséit. Ahogyan a korai FPS-ek többségében, emelőkarokat, kapcsolókat és hasonló irányítóeszközöket kell meghúzni vagy megnyomni a rejtekajtók kinyitásához, óriási vízalatti templomokat és érthetetlen rendeltetésű űrhajókat kell bejárni v. beúszni, begyűjteni a szükséges felszerelést, és közben lelőni a szörnyeket, néhány pályánként egy-egy ún. boss-szal, vagyis nagyon erős szörnnyel. Időnként (pl. amikor a karaktere beleesik a Rrajigar bánya lávafolyamába) még az az érzése is támadhat a játékosnak, hogy egy platformerrel játszik. A játék menetét tekintve a többi, vele nagyjából egyidőben megjelent FPS mögött azonban semmivel sem maradt el, az eggyel előtte lévő „corridor shooter” FPS-generációhoz képest (Wolfenstein vagy a Doom) pedig még apró előrelépést is jelentett.
Technikai szempontból nézve, az irányítás meglehetősen egyszerű. Az egér (vagy előre-hátra gombok) segítségével végig lehet menni a pályákon, amelyek épületbelsőket vagy természeti környezetet utánoznak. Rajtuk különféle tárgyak találhatóak: más, emberi vagy számítógép-irányítású játékosok karakterei, szörnyek, és használati eszközök: fegyverek, lőszerek, páncélok, power-upok, dobozok, kapcsológombok, egyéb tárgyak, melyeket célszerű módon kell felhasználni.
A játékmenet bármikor elmenthető. Mivel - az UT-s folytatásoktól eltérően - itt nincs újjászületés (respawning - bár a bétaverzióban még szerepelt), sem pedig a platformereken általános „több élet”, vagy „bónusz élet”, ez szükséges is, mivel a sokszor váratlanul előbukkanó szörnyek, vagy a balesetek (leszakadó hidak, egy ügyetlenül kezelt turbólift) nagyon könnyen végezhetnek a játékossal. Ilyenkor sem kell újrakezdeni az egészet, az Unreal menürendszerének File menüpontjában van egy Load (betöltés) nevű parancs, a rákattintáskor megjelennek a mentett pályák, a lista legalján pedig mindig megjelenik a „Restart …” lehetőség, a hármaspont helyén a legutóbb elrontott pályával. Az is lehetséges, hogy egy netes végigjátszásban megnézzük, mi az adott vagy a következő pálya címe, és a „load” konzolparanccsal betöltjük a kívánt pályát (a konzol a Tools avagy Eszközök menü első menüpontja). Ilyenkor azonban az inventory tartalma elveszik, így minden egyes szükséges tárgyat a "summon" konzolparanccsal külön kell betölteni.
A menürendszerben van egy Options („beállítások”) menüpont, ahol számos beállítás elvégezhető, így pl. a GUI színe és fényessége, a „HUD” elrendezése, a játékképernyő fényereje, a célkereszt alakja, illetve a játékos karakterének kinézete stb. Ez utóbbinak az egyjátékos módban túl sok értelme nincs, mivel az Unreal egy első személyű lövöldözős, azaz úgyis csak a karaktere kezei láthatóak, többjátékos módban azonban a játékostársak a játékos által választott karaktermodellt fogják szemlélni. A karaktermodellekre többféle ruha (skin) és/vagy fejkinézet adható, továbbá 3D-modellező alkalmazásokkal lehetőség van egyéni modellek és karakterfelületek készítésére.

#### Játékmódok
Az Unrealban lehetőség van egy-és többjátékos módra is. Az egyjátékos módban végig kell mennünk a pályán, felvenni a szükséges tárgyakat, és ezekkel szükség esetén az ellenséges szörnyek vagy természeti környezet ellen védekezni, mígnem teljesítjük az adott pályát, azaz végrehajtunk minden olyan feladatot, ami a következő pályára lépéshez szükséges (ez lehet akár egy szörny megölése, akár egy, valahol a pályán elhelyezett gomb megnyomása, akár egyszerűen csak az, hogy elérjük a pálya végét jelentő helyet). Ha az összes pályát végigjártuk, akkor nyertünk. A többjátékos módban emberi, vagy számítógép-irányította játékosok (botok) karaktereit kell lelőnünk, és különféle feltételekkel nyerhetünk:
- deathmatch (öldöklés) játékmód: Egy előre megadott ölészámot először elérő játékos nyer.
  - darkmatch: Az Unreal specialitása, olyan deathmatch vagy team-match, amikor a pálya szinte teljesen sötét, csak a fegyverek torkolattüze vagy lövedékei világítanak.
  - marine match (RNP): A Return to Na Pali specialitása. A lényege, hogy a különféle kinézetű botok helyett egyformán kinéző tengerészgyalogosok ellen kell harcolni (az új botpackba ugyanis „elfelejtették” a tengerészgyalogos modellt beletenni).
  - gravity match (RNP): Szintén a Return to Na Pali újdonsága. Alacsony gravitáció melletti deathmatch.
  - terran weapon match (RNP): Lényege, hogy az összes fegyver helyett csak a három új, RNP-ben megjelent terrán, vagyis földi fegyverrel lehet harcolni (a diszperziós pisztoly mellett): a rakéta- és gránátvetővel, valamint a roham-géppuskával.
  - king of the hill: Afféle fogócska-deathmatch változat. Az első ölést elérő játékos körül erőmező jelenik meg, és minden lövése kétszer annyi sebzést okoz, mint a sztenderd: ő lesz a király. Aki megöli, az átveheti a király szerepét. Így aztán az összes bot a királyt próbálja megölni (általában).
- teamgame játékmód: Hasonló a deathmatchhez, csak éppen a játékosok több csapatra oszlanak.
- coop game: Együttműködéses (co-operational) egyjátékos mód: A kicsit paradox magyar fordítás azt takarja, hogy több játékos együttműködve teljesíthet egy „egyjátékos” küldetést.

Az Unrealben nincsen sem ctf, sem domination, sem assault mód, bár rajongók által készített ctf modok léteznek.

#### Az SP játékmenet sajátosságai
Az Unrealt eredetileg nemlineáris végigjátszásra tervezték: a bétaverzióban több pálya is ún. hubként (csomópontként/elágazásként) szerepelt volna, melyekről nemcsak egy, hanem több következő pályára is kijárat nyílt volna. Azonban az alternatív kijáratok többsége a bétaverzióban még nem működött, a végleges változatból pedig törölték ezt az ötletet, a tervre csak egyes pályák aláfestő zeneszámainak címei emlékeztetnek (The Fourth Hub stb.).
Jellegzetessége az Unreal-nek egy nagyon fontos tárgy (az első pálya - „Vortex Rikers” elején kell megszerezni), az univerzális fordítógép. Ez egy számológépszerűen kinéző eszköz, melynek segítségével lefordíthatóak az idegen fajok írott szövegei: a könyv formában írott nali (és esetenként krall) naplók, a nali templomok és skaarj létesítmények falfeliratai, továbbá az emberi, skaarj és kalmár nyelvű komputerkonzol-üzenetek (az élőbeszéd fordítására azonban nem képes, így aztán máig találgatások tárgya, a nali nyelvű „muhaga” mit is jelenthet pontosan). Fontos megjegyezni, hogy a fordító nemcsak fordító, hanem kommunikációs interface is, magyarul, nélküle az emberek által készített üzeneteket sem lehet elolvasni. Pedig ezek az üzenetek sokszor kulcsfontosságúak, néha a pálya teljesítésének feltételeit fogalmazzák meg, persze a szituációhoz illeszkedő módon. A nali szent szövegek például sokszor homályosak, vagy szándékosan (hogy az idegen megszállók nehezen találják ki az értelmüket, csak a bennfentes naliknak szólnak, és a játékosnak kell rájönnie, mit is jelentenek valójában, és hogyan használhatóak fel a túlélésre), vagy pedig azért, mert középkori fogalmaik a high-tech idegenekkel kapcsolatos dolgokat csak nehezen tudják leírni; míg a többnyire vészhelyzetekben, halálos veszélyek fenyegetése alatt készült emberi elektronikus naplók az íráshoz rendelkezésre álló idő rövidsége miatt lakonikusak. Itt említhető, hogy az Unreal játékosa végig a játék alatt egyetlen élő emberrel sem fog találkozni (hacsak nem számítjuk a vér borította, félhalott hajónavigátort, aki egyetlen kiáltás után meghal, ha a játékos megérinti), ellenben a pályákat gyakorta tarkítja egy-egy emberi holttest, akik eljutottak valameddig a Na Pali egyirányú világában … de sajnos nem tovább.
A pályák időnként sötétségbe vagy homályba borulnak, vagy tartalmaznak sötét részeket (pl. Chizra Temple, Temple of Vandora, Dark Arena stb.). Ilyenkor jönnek jól az inventoryba gyűjtött olyan erősítők, mint a fáklyák (flares) és elemlámpák (serchlights). Mindegyik elég rövid ideig működik, de működésüket a diszperziós pisztollyal való folyamatos tüzelés is pótolhatja.
A játék állítható nehézségű, négy nehézségi fokozattal (Easy, Medium, Hard, Unreal).

### A pályákon használható eszközök

#### Azonnali felhasználású, ill. inventory eszközök
Az eszközök egy része, amint a játékos megérinti őket (vagyis elég közel megy hozzájuk a pályákon), azonnal felhasználásra kerül. Ilyenek a páncélok és az egészségügyi csomagok.
Az eszközök más része tárolható, ki-be kapcsolható. Ilyenek az általános fordítógép, a búvártartály, a világító eszközök (fáklyák, elemlámpa). A fegyverek és lőszerek a fegyver- és lőszertárban, míg a többi eszköz egy speciális tárolóban raktározható el. Mint sok más akár FPS, akár RPG típusú játékban, a képernyő speciális területe, az inventory („tarisznya”) mutat egy ikonos alapú listát a felvett és tárolható tárgyakról (alapértelmezésben ez a képernyő jobb felső sarka, de a menüben több más módon is beállítható). Az inventory elemeit aktiválni kell a felhasználásukhoz, ezután deaktiválni. Egy elemlámpa esetén az aktiválás pl. a bekapcsolásnak felel meg, a deaktiválás a kikapcsolásnak. Használat közben sok eszköz kimerül az elemlámpához hasonlóan, ezért nem árt takarékoskodni a felhasználási idejükkel. Az azonnal aktiválódó tárgyakat nem lehet felvenni az inventoryba.

#### Fegyverek
- Diszperziós pisztoly (dispersion pistol): Közepes sebességgel mozgó kék (power-up esetén narancssárga) energianyalábokat lő ki, sebző hatása elég kicsi. Deathmatch közben inkább csak közelharcra használható, mert az ügyesebb ellenfelek könnyedén kitérnek a lövedéke elől. Másodlagos üzemmódban kék színű energiacsomagokat lő, amelyek valamivel erősebbek, de lassabban tüzel (továbbá az elsődlegessel ellentétben ez öngyilkos üzemmód, vagyis a lövedékek a lövészt magát is megsebesítik, amennyiben a saját lábára céloz). Az Unreal alapértelmezett fegyvere. Jellegzetessége, hogy nem kell hozzá lőszer, mert a fegyver egy beépített energiaforrással rendelkezik. Intenzív tüzelés hatására lemerül ugyan, de mindenféle külső utánpótlás nélkül képes újratöltődni kb. másfél perc alatt. Az Unreal rajongók széles körében elterjedt vélemény szerint a fegyver meglehetősen kiábrándító játékélményt okoz deathmatch közben, talán emiatt került ki az UT-es folytatások arzenáljából. Az Unreal sokszor sötétségbe vezető küldetéspályáin azonban nemcsak öntöltő volta miatt nélkülözhetetlen, hanem világítóeszközül is szolgálhat.
- Automag:[34] Ez egy viszonylag kis teljesítményű, ólomlövedékeket lövő félautomata pisztoly, kis töltési ideje miatt tapasztalt játékos kezében mégis hatékony fegyver. Egyszerű volta ellenére a skaarj katonák elleni küzdelem fontos eszköze, ugyanis lövedéke elől még ezek a mozgékony lények sem tudnak kitérni (ellentétben a rakétavetőkkel vagy a közelharcfegyverekkel). Az UT '99-ben egy nagyon hasonló pisztoly, az Enforcer szerepel, amely az alapértelmezett lőfegyver az UT sorozatban (vagyis a játékosok ezt kapják a pályák elején). Az automag azonban nem használható kétkezes módban (vagyis nem lehet egyszerre kettővel tüzelni), az UT enforcereivel ellentétben. Az Automagot öt lövés után újra kell tölteni (ez annyit jelent, hogy egy rövid töltési animációt látunk a képernyőn, s eközben nem lehet tüzelni).
- Mesterlövészpuska (rifle): Ólomlövedékeket tüzel, meglehetősen lassan tölt, viszont iszonyatosan pontos. Másodlagos üzemmódja az, hogy belenézhetünk a fegyver távcsövébe, ami akár nyolcszoros nagyításra is képes, megkönnyítve ezzel az igen távoli célpontok precíz kiiktatását. Az ellenfél fejét eltalálva („fejlövés”) azonnali halált okoz (a másik ilyen fegyver a pengevető). Az UT-be megváltozott kinézettel és névvel (sniper rifle), de ugyanilyen működéssel került át.
- Stinger („fullánkos” v. „szúrós”): Az Unreal speciális lövedékkel, tarydiummal működő gépfegyvere. Kinézetben és működésben a spagettiwesternek gépfegyvereire és az UT gépágyújához is hasonlít, de harcértéke gyengébb. Taridium-tüskéket lő ki az ellenfélre (valószínűleg innen a neve), viszonylag nagy rátával.
- Gépágyú (minigun): Ólomlövedékeket tüzelő sorozatlövő fegyver. Másodlagos üzemmódjában kétszer olyan gyorsan, de fele olyan pontosan tüzel, mint az elsődlegesben. Az Unrealban mai, modern gyalogsági gépfegyver-kinézete van (az UT '99-ben külseje hasonlít az Unrealban használt Stingerre). Ugyanazt a lőszertípust használja, mint az automag, csak jóval gyorsabban elfogyasztja.
- Rohampuska (Combat assault rifle): Csak a Return to Na Paliban szerepel. A minigun egyfajta kistestvére, egy annál valamivel gyengébb gyalogsági gépfegyver. A Visszatérés Na Palira kiegészítésben az emberi űrkatonaság rendszeresített fegyverének tűnik. Az UT '99-ben nem szerepel, későbbi UT részekbe azonban módosított formában visszakerült.
- ASMD (ASMD): Energiafegyver. Kékesfehér színű, alig látható, igen koherens és fénysebességgel mozgó sugárnyalábot lő ki, emiatt nagyon pontos és nagyon nagy a hatótávolsága (ha egy pályán nincs mesterlövészpuska, akkor az ASMD képes a leginkább helyettesíteni). Ráadásul töltési sebessége is a középmezőny felett van. Másodlagos üzemmódja egy lassan mozgó, kékesfehér plazmagömböt lő ki. Ez főleg szűk és hosszú folyosókon hatásos. Ha a másodlagos lövedékeket az elsődleges tűz sugaraival eltaláljuk („kombó” tüzelésmód - ami a másodlagos plazmagömb nagy mérete miatt nem túl nehéz feladat), egy hatalmas, tömegpusztító robbanás az eredmény, amely az elég nagy hatótávban tartózkodó ellenfeleket azonnal megöli. Az ASMD rövidítés feloldása egyébként számos találgatás tárgya volt a rajongók körében,[35] mígnem az egyik játékfejlesztő egy interjúban azt nyilatkozta, hogy a Fear of a Black Hat c. film ihlette a rövidítést, amely filmben annak feloldása a meglehetősen obszcén jelentésű „and suck my dick” (sz. sz. „és szívd ki a hímnemi szervem tartalmát”, értelem szerinti fordításban inkább „nyasgem”) volt.[36] Az ASMD a 4., Depths of Rrajigar c. pályán jelenik meg először az Unreal sorozat történetében, mégpedig meglehetősen rejtett helyen (az egyik lift alatti titkos kamrában elbújtatva). Ezután végig jelen volt a sorozatban, hiszen a rajongók nem szívesen mondtak volna le a kedvelt asmd kombóról. Az UT-ben még látványosabb és erősebb fegyverré tették (a lövedékek jobb láthatósága nemcsak szebb, de jelentős segítség a célzásban, valamint a másodlagos tűz is jóval erősebb és gyorsabb).
- Gránátvető (grenade launcher): Csak a Return to Na Paliban szerepel. Lassan mozgó és elég pontatlanul irányítható gránátokat lő ki, amelyek azonban pusztító robbanást okoznak. Töltési ideje elég nagy. Jellegzetessége - ami bizonyos szituációkban előny, máskor hátrány - hogy a lövedékek meglehetősen ráérősen robbannak fel, ami alkalmassá teszi csapdák készítésére. Másodlagos tüze hasonló, de még lassabban robban. Emiatt közelharcra alkalmatlan, de közepes se nem túl nagy, se nem túl kis távolságra lévő ellenfelek ellen igen hatásos; technikás, gyakorlatot igénylő fegyver.
- Unreal rakétavető (rocket launcher): Csak a Return to Na Paliban szerepel. Egy gyorsan mozgó és - a gránátvető lövedékével ellentétben - azonnal robbanó gránátot lő ki. Töltési ideje viszonylag nagy. Az UT '99-ben nincs megfelelője (e folytatásban van ugyan „rakétavetőnek” nevezett fegyver, de az valójában az Unrealbeli eightball hatékonyabb, de alapjában véve szinte teljesen ugyanolyan változata).
- A „nyolclövetű” (eigthball, ami egyben „törvénytisztelőt” is jelent): Meglehetősen lassú rakétákat lő ki, ezekből viszont egy-kettő elég a halálhoz. Ráadásul egyszerre több ellenfelet is megölhetnek. Másodlagos üzemmódban a rakéták hajtóműve nem kapcsol be, így aztán gránátokként pattognak egy darabig, vagy amíg valami ellenfélhez érnek. Érdekesség, hogy az egyik Unreal pálya („Chizra, a Nali vízisten temploma”) egyik központi része egy ilyen fegyver megszerzése, melyet a Nali papok egyfajta szent ereklyeként őriznek. Az UT-be is átkerült, hatékonyságán sokat növeltek.
- Repeszgránávető (flack cannon). Az Unreal egyik legerősebb fegyvere. Nagyon gyorsan mozgó repeszekre robbanó lövedéket lő ki. Az UT-beli pulse gun folyamatos tüzével ellentétben nagy a töltési ideje, viszont - eltérően a plazmafegyvertől - egy pontos találat azonnali halált okoz. Másodlagos tüze egy közepes hatótávolságú robbanó golyó, szintén azonnal öl. Mindkét üzemmódban óvatosan kell bánni vele, mert a repeszek visszapattanhatnak a kemény felületekről, és a használóban is kárt okozhatnak. Az UT '99-ben szinte ugyanolyan kinézettel és tulajdonságokkal bír, egy fontos változás, hogy az elsődleges tűz lőtávolságát jelentősen csökkentették, így csak közelharcra használható hatékonyan. Az Unrealben először a Harobed falu c. pályán lehet vele találkozni, a falu fatornyos templomának nali papja a toronyban rejtegeti a kalmárok által elhagyott fegyvert az azt kereső skaarj járőrök elől, hogy egy arra érdemes nali menekültet vagy más jószándékú utazót segítsen vele.
- Biofegyver vagy vegyivető (GES bio rifle): Zöld színű méregcsomagocskát köp az áldozatra. A stabil kristályos tarydiumot űrhajóhajtóanyagként használják a humanoid lények, feldolgozása során zöld színű, mérgező, és instabil (könnyen robbanó) melléktermék, a tarydiumsalak (t. sludge) keletkezik belőle, ami a biofegyver lőszere (ilyenformán a „biofegyver” elnevezés tkp. helytelen, hiszen vegyi fegyverről van szó). Szinte folyamatos tüzelésre képes. Nagyon gyorsan öl (két-három találat elég), hátránya viszont, hogy a lövedékek nagy mérgező ereje miatt sokszor a használója is sérül. Másodlagos üzemmódja késlelteti a tüzelést azáltal, hogy több méregcsomagocskát összegyűjt és ezeket egyszerre lövi ki. Ez nagyon lassú, viszont megnöveli a lövedék pusztító erejét. Ha a lövedék nem ér ellenfelet, akkor egy ideig robbanóképes marad (különösen a másodlagos tűz által kilőtt anyag), így a GES ágyú csapdakészítésre alkalmas. Hatékonysága a célponttól való távolság növekedtével erősen csökken. Az UT '99-ben még tovább csökkent a lőtávja, így gyakorlatilag csak közelharcra használható fegyver lett belőle. A GES rövidítés feloldása egyébként green exploding shit („robbanó zöld szarság”).
- Pengevető (razorjack): Gyorsan mozgó, dobócsillag alakú fémtárcsákat lő ki nagy rátával, melyek vágott sebeket okoznak. Az ellenfél fejét eltalálva azonnali halált okoz. A lövedékek nagy távolságon persze nem olyan hatékonyak, mint egy golyó vagy egy plazmasugár, viszont pattognak a falakon, ezáltal olyan területeket is tűz alá vehetünk, melyeket nem is látunk (illetve, ha nem vigyázunk, a falakról visszapattanó tárcsákkal a saját fejünket is levághatjuk). Másodlagos tüze nem vízszintesen, hanem függőlegesen lövi ki a pengéket (de jóval lassabban), egyesek szerint ez azért jó, mert így a pengék pályája irányíthatóbb. Az UT '99-be megváltozott külsővel, de hasonló működéssel, „ripper” („szeletelő” v. „(ki)belező”) néven került át.

Ökölharcra csak a szörnyeknek van lehetősége, a játékosnak nincs (az UT-ből ismert légkalapács vagy láncfűrész még nem jelenik meg benne). Van azonban egy effektus, ami az egész Unreal sorozat jellegzetessége az ún. stomping („taposás”). Ez azt jelenti, hogy a karakterek fejére ugorva, azok sebződni fognak. A sebző hatás nagyon kicsi, az ugrás magasságával együtt nő.

#### Erősítők (power-up-ok)
- Egészségügyi csomagok (bandage, health pack): Megnövelik a sérült játékos életerő pontjait.
- Páncélok: Többféle, az ellenséges fegyverek által okozott sebzést csökkentő ruhanemű. A legalapvetőbb a kevlar suit, ami a fegyverek ellen nyújt minimális védelmet, hasonló ruhák az asbestos suit, ami a láva ellen véd, ill. a toxin suit, ami a mérgező folyadékok ellen (több pályán szükséges ilyenekben úszkálni a továbbhaladáshoz, különösen a Return to Na Pali-ban). Haladottabb védelmet nyújt a body armor, ami kicsit megváltoztatva az UT-be is átkerült, ez egy páncélmellény, ami nagyon lecsökkenti a fegyvertalálatok okozta kárt. A legerősebb a szintén az UT-be is átkerülő shield belt, egy öv, ami elektromos pajzsot generál a játékos körül.
- Láthatatlanná tévő „varázseszköz” (invisibility): Bekapcsolása esetén a játékos, ha nem is láthatatlanná, de nehezen észrevehetővé válik (a szörnyek egy része ritkán a láthatatlanság ellenére is észleli, továbbá, ha már észrevették - pl. ha már tüzelt akár szörnyre, akár egy botra, az onnantól kezdve „látni” fogja). Az eszköz a SP pályákon kikapcsolható, deathmatch során nem, automatikusan aktiválódik. Nem tart örökké, bizonyos idő után lemerül. Az UT-ben is szerepel az eszköz, kikapcsolhatatlan változatban, és jóval rövidebb ideig tart.
- Sebzésnövelő (damage amplifier): Szintén ki-bekapcsolható, egy bizonyos ideig megnöveli a játékos fegyverek által az ellenfelekben okozott kárt. Az UT-ben is szerepel, szintén jelentős változtatásokkal.

### Fontosabb fajok, ellenfelek
- Skaarj - hüllőszerű (megjelenés) / rovarszerű (szaporodás - társadalom) értelmes, többé-kevésbé humanoid, fejlett technológiájú faj. Külsejük több tekintetben is hasonlít a Predator c. filmben látható idegenekre (a test- és arcfelépítés bizonyos közös elemei, pl. magas és széles, szemöldökkel egybenőtt homlok, keskeny szájrés, állból kinövő agyarak, hasonló haj(?)viselet, a csuklókon hordozott dupla pengék). Öt nagyobb alcsoportjukat lehet megkülönböztetni:[38]
  - Skaarj harcosok: Csupasz, vagy szerény páncélzatú, hosszú farkú, nagy termetű skaarjok, akrobatikus harcmodorral. Fegyverük egy páros, az alkarokra erősíthető eszköz (ezt a folytatásokban raziknak nevezték el), amelyekből közelharcra két-két fémpenge pattintható ki, illetve a távolabbi ellenfelekre egy kb. teniszlabdányi látszólagos méretű és sebességű energiacsomag lőhető ki. Egyébként e fegyver pengéi jelennek meg az Unreal sorozat különféle logóiban is. További alcsoportokra oszlanak (méret, életerő pontok, barátságos tűzre való reagálás stb. alapján), mint a közönséges „harcosok” (warriors), „felderítők” v. „járőrök” (scouts), „vadászok” (assassins), „berszerkerek” (bersercers), „főnökök” (skaarj lords) és a jég-skaarjok (ice skaarjs).
  - Skaarj katonák: Egész testüket befedő űrruhát viselő, nagyjából ember méretű, rövidebb farkú skaarjok, akik „razik” helyett lőfegyverekkel küzdenek (ugyanazt a fegyverarzenált használják, mint a játékos). A közeli ellenfeleket a razik-pengék helyett ököllel támadják. Szintén alcsoportokra oszlanak, ezek haderőnemszerűek, mint a kézifegyveresek (gunners), a mesterlövészek (snipers), tisztek (officers) és gyalogosok (skaarj infantry).
  - Skaarj hadurak (warlords): Óriási méretű, sárkányszárnyas, röpképes egyedek, egy nagy rakétavetővel és szintén ököllel is küzdenek. Csak egy-két pálya végén jelennek meg, mint bossok (Unreal: Demonlord's Lair ill. Return to Na Pali: Escape from Na Pali).
  - Lárvák (pupae):[39] Pókszerű, zöld kis lények, négy ízelt lábukon való ugrándozásukkal cselezik ki a tapasztalatlan játékos fegyvertüzét. Fejük felismerhető skaarj fizimiska, fogaikkal vagy agyaraikkal támadnak. Ugyanolyan agresszívek, mint felnőtt társaik, de jóval sérülékenyebbek.
  - Királynő: Meglehetősen rendhagyó kinézetű lény, akitől a skaarj lárvák, s ezáltal a kifejlett skaarjok is származnak. A királynőnek egy pár „hagyományos” és egy pár ízelt járó végtagja is van, utóbbit támadásra is használhatja. Fejrészéből ugyanolyan energialövedékeket képes kibocsátani, mint a razikos skaarj harcosok, csak egyszerre jóval többet. Ezenkívül képes rövid távolságú teleportációra.
- Behemót - A skaarj által leigázott (bizonyos spekulációk szerint, esetleg genetikai úton létrehozott) egyik humanoid faj. Angol nevük (brute, jelentése kb. „nagy állat”, „barom”), nagy termetükre és nagy testi erejükre (de, bizonyára, szellemi képességeikre is) utal. Kb. két és fél méter magas, széles vállú és fejű, nyak nélküli teremtmények, a skaarj létesítmények őrszemélyzete, a Na Pali helyi „gorillái”. Többnyire dupla kézi rakétavetővel küzdenek, a rakéták sebességük miatt csak nem túl nagy távolságra hatékonyak. Elég buták és lassúak, megfelelően a gorillákról szóló sztereotípiáknak. Termetük és erejük alapján három csoportra oszlanak: kisebb behemót (lesser brute), közepes behemót (brute) és végül behemót (behemoth). Ők az első idegen faj és az első ellenség, akivel a játékos összecsap.
- Krall - A skaarj embermagasságú, kétlábú, enyhén rákszerű kinézetű, de humanoid rabszolgái. Valamivel kifinomultabbak a behemótoknál, ezért a skaarj általában rájuk bízza a foglyok őrzését. Az emberi diszperziós pisztolyokhoz hasonló energiacsomagokat kilövő, de közelharcra is használható dárdaszerű fegyverekkel küzdenek. Az UT III.-ban teljesen megváltozott külsővel és az UT '99-ben megjelent Necris fajjal szövetkezve tértek vissza a színre.
- Kalmárok (mercenaries)[40] - egy technológiailag magasan fejlett idegen humanoid faj, amely a skaarj riválisaként szintén megvetette lábát a Na Pali bolygót tartalmazó Gamma űrszektorban. Nagyjából két - két és fél méter közti átlagmagasságúak lehetnek, fejük hüllőszerűen megnyúlt és lapos. Mivel egész testüket befedő űrruhában szerepelnek, külsejükről nehéz többet mondani. Egyedei fizikailag gyengébbek, mint a skaarj, és nemcsak náluk, de az embereknél is lassabb átlagsebességgel mozognak; viszont ezt fegyvereikkel ellensúlyozzák: képesek ideiglenesen személyi pajzsot generálni maguk körül, egy csuklóikra erősített golyószóróval és egy távolsági rakétavetővel vannak felszerelve (pontosabban ez egy lőfegyver, amely golyókat lő ki, ha gazdája áll, és rakétákat, ha szalad). Az idegeneket éppúgy nem nagyon kedvelik, mint a skaarj, az Unrealban mindegyik kalmár ellenségként viselkedik - egyébként a nalikkal ők sem bánnak sokkal finomabban, mint a skaarj. A skaarj és a kalmárok rossz viszonyára több nyilvánvaló jel is utal: a Terraniux underground c. pálya elején - ahol a kalmárok először jelennek meg - egy skaarj katona várja a játékost a kalmárok űrhajója, a Terraniux ajtaja előtt, tőle nem messze egy megölt kalmár fekszik. A kalmárok által uralt területeken más formában (egy kivétellel)[mj 2] nem találkozni skaarj jelenléttel. A skaarj Anyahajó egyik részében viszont fogva tartott kalmárokkal találkozhat a játékos. Hivatalos magyarázat nem ismert rá, hogy elnevezésük saját (kalmár) eredetű-e, illetve, hogy miért pont így nevezik őket - az biztos, hogy az Unreal sorozatban semmi nyoma annak, hogy más fajok hadseregeiben pénzért harcolnának.
- Nali: A Na Pali bolygó békés humanoid lakói. Az embernél alig alacsonyabbak, de sokkal vékonyabak és inasabbak, négy kezük félelmetes harcosokká tehetné őket, de ők inkább félénkek és passzívak. Pedig sokuknak olyan különleges képességeik vannak, mint az alacsony magasságú levitáció, vagy a láthatatlanná válás. Középkori fejlettségű, technológiailag fejletlen, de magas spirituális szintet elért kultúrájuk értetlenül áll a „fémszekéren érkezett égi csillagdémonok”, a skaarj brutalitása előtt, és reménykedik a Megváltó eljövetelében, aki megszabadítja őket. Sokuk az Unreal főhősét azonosítja e mitologikus alakkal, és hajlandó segíteni neki (de többnyire más bajba jutott embereknek is igyekeznek segíteni): titkos ajtók, utak, rejtett fegyverek és páncélok megmutatásával. A békés nali papok és lakosok sosem ártanak a játékosnak, nemcsak lelőni nem szabad őket, de azt sem jó hagyni, hogy a skaarjok végezzenek velük, mert segítségnyújtásuk gyakoriságát a játék során elszenvedett áldozataik száma csökkentheti. Az UT Bonus Pack 1 lehetőséget adott a játékosnak, hogy nali karaktert válasszon magának, vagy akár ellenfélnek.
- Titán - Trollszerű, őshüllőméretű, félig értelmes, beszédképtelen lények. A skaarj egyik kedvenc szórakozása, hogy a Nali templomokból átalakított gladiátor-arénákban ezekkel az óriásokkal végezteti ki a foglyokat és lázadókat. A titánok elég tompa eszűek, viszont óriási sziklákat hajigálnak az ellenfeleikre, és a legmodernebb fegyverekkel is csak lassan, sok lőszer árán lehet végezni velük.
- Emberi „tengerészgyalogság” - értsd: űrhajós-katonaság (space marine): A Visszatérés Na Palira c. kiegészítésben szereplő ellenséges emberi haderőnem. Miután a főhős végrehajtotta a földiektől kapott küldetését, miszerint keresse meg a lezuhant US Prométheusz hadihajót, és küldje el a rajta folyó titkos fegyverkísérlet eredményeit a megbízónak, az US Bodega Bay hadihajónak, a Bodega Bay legénysége utasítást kap, hogy likvidálja a kísérlet egyetlen még életben maradt civil tanúját. Az utasítást egy osztagnyi, rohampuskával és rakétavetővel felszerelt tengerészgyalogos próbálja meg végrehajtani. Tekintve, hogy időnként elég emberszerűtlenül mozognak (pl. a páncélzat ellenére képesek oldalirányba futni), valószínűleg kibernetikusan vagy más módon feljavították a harci képességeiket.
- Egyéb lények: Számtalan állatszerű ellenséges szörny él a Na Palin, amelyek a játékosban többnyire eleséget látnak. A gyakoribbak: a harapóshalak (biterfish) ártalmatlannak tűnő apró halacskák, azonban véletlenszerűen megtámadhatják a játékost. Az ördöghal cápaszerű vízi élőlény, amely szinte mindig megpróbál falatozni a játékosból, ha a közelébe kerül. A gáztömlők (gasbag) - békaszerű lények, akik gyúlékony gázzal vannak tele, és így lebegni tudnak a levegőben. Az idegenekre is ezzel a lassan mozgó, narancssárgán foszforeszkáló gázzal tüzelnek, ami egy idő után felrobban (túl nagy sérülést nem okoz). A Slith (kb. csúszó-mászó) egy embermagasságú, ebihaltestű kétéltű, amely főleg a vizes helyek közelében él, és az idegenekre zöld méregköpeteket lövell. A csápok (tenctacle) a mennyezeten élő járóképtelen lények, melyek farkukból gyorsan mozgó tüskéket lőnek ki. Végül manta egy levegőből támadó, rájára emlékeztető alakú faj. A Return to Na Pali kiegészítésben egy mindegyiküknél veszedelmesebb törpe dinoszaurusz-faj is szerepel, a „predátor” (predator = „ragadozó”), ezek az igen gyorsan mozgó, két lábú, fehér bőrű hüllők többnyire csapatban támadnak, és igen falánkak. Díszítő elemként látható továbbá néhány békés állat is az Unreal sorozatban, úgymint a nali nyúl (kétlábú, kis hegyes fülű, kutyaszerű koponyával rendelkező, panaszosan sipítozó kis jószág, teljesen ártalmatlan), egy keselyűszerűen vijjogó, de papagájszerű kinézetű madárféle, valamint a nali tehenek (Return to Na pali), kétlábú, busa fejű, tehénszerűen bőgő, háziasított állatok. Az UT Bonus Pack 1-ben ezek a lomha teremtések harci tehenekként (nali war cow) tértek vissza. Végül van egy viszonylag ritkán felbukkanó ellenfél, a bloblet („cseppecske”), ezek az űrben kis csapatokban fellelhető, közel emberméretű, amorf és amőboid, erős savakat kiválasztó lények, amelyek az élőlényeket megtámadják és savaikkal megemésztik. Mozgásuk nem túl gyors, ezért általában könnyedén lerázhatóak, de szűk zárt térben nem tanácsos sokáig együtt tartózkodni velük. Robbanó lövedékekkel (rakétavető) elintézhetőek.

### Zene
Az Unrealhoz a Straylight Productions nevű játékzene-szerző csoport a képi világhoz és történésekhez harmonikusan illeszkedő elektronikus zenét írt (egységes hangzásjellege ellenére különböző stílusokból merítettek, mint pl. a dark ambient (Nightmares - Vortex Rikers; Nali Chant - Dark Arena, Erosion - The Mothership pályák), a techno (Dusk Horizon - Nyleve's falls; Night Vissions - Terraniux) és industrial (Isotoxin - Outpost 3J), a new age (Ruins - Temple of Vandora, All Hallows' Sunset - Sky Town), a neoklasszikus zene (The Third Hub - Spire Valley). Az anyag legalább olyan pozitív kritikákat kapott, mint maga a játék.
A zene fő szerzői Alexander Brandon („Siren”) és Michiel Van Den Bos („M.C.A.”) voltak. Brandon, aki az Epic több korábbi játékának is a zeneszerzője volt (pl. a Jazz Jackrabbitének), kezdetben még fejlesztői feladatokat (elsősorban a játékok grafikus elemeivel kapcsolatos tanácsadóként) is ellátott a cégnél. Az Unreal munkálatairól értesülve személyesen kereste fel Sweeneyt, hogy néhány (a demoscene- és mod/tracker-szubkultúrából ismert) barátjával együtt ő szeretné az új játék zenéjét írni. 1994-ben, körülbelül az Unreal tervezésének kezdő évében egy csoportot is alapítottak Straylight Productions néven , amiben Brandon és Van Den Bos is részt vett; a keletkezett zenei anyagot és a társaságban részt vevő zenészek más alkotásait a Straylight a GTI-vel együttműködésben adta ki (a csoport később megszűnt, mert Brandon a Midway Games zenei igazgatója lett). Néhány számot, illetve demo aláfestő zenét Daniel Gardopée („Basehead”), Peter Hajba („Skaven”), Andrew Sega („Necros”) és Tero Kostermaa írt, néhányan szintén a Straylight tagjai voltak, és feltűntek az UT-sorozat játékainak zeneszerzői között is. Egy számot Paul Schultz („Khyron” a Kosmic Free Music Fundation nevű zeneszerző-csoportból) írt (Dirt.umx) [forrás?], ezt - bár már a játék bétaverziójának fájljai között is megtalálható - csak az RTNP kiegészítésben használták fel (SpaceMarines.umx néven).
A zene - bár „élő” hangszerek hangmintáit (Korg Trinity Pro szintetizátor és egy Ibanez Jem gitár) is tartalmazta - javarészt egy MS-DOS alapú tracker programon, az Impulse Tracker-en készült, fájlformátuma umx (ez az Amiga komputerek *.mod zenei formátumának módosítása, amiken Brandon előszeretettel írt zenét).
A zene a telepített játék mappájának (általában "\Unreal" v. "\Unreal Gold") "\Music" almappájában található .umx kiterjesztésű fájlokban. Az anyag egy részét - nagymértékben megcsonkítva („kárpótlásul” egy bónuszdallal kiegészítve - később, először 1998-ban - CD-n külön is kereskedelmi forgalomba hozták (Unreal OST). Az említett, Dreams Untrue munkacímű bónuszdal, közismert nevén Unreal Euro Dance Mix (amely a befejező pálya háttérzenéjének remixe), Brandon és Bryan Rudge „Syrrus” munkája.

## Technikai részletek

### Az Unreal motor
Az Unreal motor magját C++ programozási nyelven írták [forrás?]. A fizikai jelenségek szimulációáért egy Charma Fizikai Alrendszer nevű részleg, a hangokért a Galaxy Hang-alrendszer nevű részleg, az egységszintű MI-ért az Unreal Script nevű alrendszer volt a felelős. A pályák az Unreal saját pályaszerkesztőjében, az UnrealEd-ben készültek, amelynek testszerkesztési elve az ún. szubtraktív szilárdtest-geometrián alapult, az így készült testek felszíne pedig textúrázható volt.
Az Unreal 1. motor fontosabb új vagy kiemelkedő lehetőségei:
- textúrás tárgyfelszínek (ez a játék megjelenésekor már nem volt újdonság, de a négyéves készítési folyamat elején még nagyon úttörőnek számított)
- 16 bites színmegjelenítés (a standard, egyszerre 256 színt engedő 8 bites helyett)
- dinamikus, valós idejű fény-árnyék hatások (mozgó fényforrások, pl. fénylő lövedékek, megjelenítése, valós időben generált árnyékok)
- szintén dinamikussá tehető színes fényhatások (színes árnyékok, lámpák és színes visszavert fény - pl. láva-világítású pályák - stb. előállítására, különféle fényforrásgeometriák támogatása)
- volumetrikus (kiterjedéssel rendelkező) fényhatások (adott területre kiterjedő ködök, plazmák stb. előállítására)
- 3dfx támogatás, továbbá DirectX és OpenGL támogatás egyaránt
- nagy teljesítményű „Unreal” (későbbi verziókban: „Karma”) fizikaitörvény-szimulátor
- „csontvázalapú” karaktermodell-megjelenítés, szkriptelhető karaktermozgások (karakterspecifikus szereplőmozgások megjelenítéséhez)
- szkriptelt (játékosfüggetlen, de nem véletlenszerű) szörny/bot MI
- beépített UnrealScript szkript motor, a rá épülő felhasználóbarát UnrealEd pályaszerkesztővel (könnyű modolhatóság)

Egyéb, nem motorspecifikus, de a népszerűségben és hangulatban szerepet játszó újdonságok:
- kétüzemmódú fegyverek (elsődleges tűz az egyik egérgombbal, másodlagos a másikkal) - az Unreal egyik újítása, amely azóta szinte kötelező elemmé vált a nem Unreal motort használó FPS-ekben is
- nyílt terek és élő természeti környezet perspektivikus megjelenítése
- az eseményekhez alkalmazkodó (nagyon kezdetleges módon dinamikus) aláfestő zene.[mj 3] Az Unreal aláfestő zenéinek ugyanis többnyire két szakasza van: egy „tenziós” (lassú vagy átlag tempójú alap) és egy „akciós” (gyorsabb és vadabbul hangszerelt) szakasz. A térképek akciós zónáiban az Unreal átvált a térképhez tartozó háttérzene akciós részére egészen az akciót jelentő ellenfél vagy akadály megszűnéséig vagy a zónából való eltávozásig.

### UnrealEd
Az Epic úttörőnek számított abban is, hogy FPS-eihez pályaszerkesztőt mellékelt (ezt az Unreal készítésének idejében kevesen csinálták, bár nem csak az Epic tette meg), az Unrealhez is tartozik egy pályaszerkesztő program, az UnrealEd. Az Unreal Gold kiadáshoz mellékelt verzió a 0.41.0.722 verziószámot viseli, ennek ellenére a rajongók gyakran U(nreal)Ed 1.0-ként hivatkoznak rá. Ez az editor-változat teljességgel különbözik az UT-hez mellékelttől (ami sokkal fejletteb, a fájlrendszerek inkompatibilisek), és számos bugot tartalmaz (gyakori panasz, hogy patchek nélkül egyáltalán el sem indul — de elindulása után is hajlamos váratlanul összeomlani). Az UnrealEd-ben a térképek építésének elve nagymértékben különbözött a többi vele nagyjából egyidőben megjelent pályaszerkesztőétől: a terek felépítésének elve a CSG-n („konstruktív szilárdtest-geometrián”) alapul, és a brush-technikát használja.

### Modding
Az Unreal megmodolása nem volt olyan népszerű tevékenység, mint az UT-é, legfőképp a néhány (4-10) pályás, egyéni SP történetek írásában merült ki - ez annyiban tekinthető moddingnak, hogy sok esetben új ellenfelek jelentek meg, ami a szkriptek és a karakterek módosítását igényli. Sokkal jellemzőbb (volt) - vélhetően a fejlettebb motor és az Unreal tündöklésének viszonylag rövid ideje, valamint a 849-es elítélt történetének folytatása feletti hiányérzet miatt - rajongói Unreal folytatások elkészítése az Unreal Tournament alá. Ezek azonban - értelemszerűen - már nem az Unreal, hanem az UT modjainak tekintendőek.
Az Unrealhez sem a készítők, sem a rajongók által készített magyarítás nem létezik.

### Hibák és javítócsomagok
Az Unreal valószínűleg legközismertebb hibája pályaszerkesztője, az UnrealEd instabil működése volt. Bár az editor egy nagy teljesítményű (kereskedelmi használatra, pl. vásárlók számára bemutatandó építészeti modellek készítéséhez is alkalmas eredményeket produkáló) 3D modellező alkalmazás volt, bizonyos rendszereken hajlamos volt gyakori váratlan összeomlásokat produkálni, ami bosszantóvá tette a vele való munkát.
Egy másik, még súlyosabb hiba a multiplayer támogatásba csúszott, amely amúgy is marginális kidolgozottságú volt az egyjátékos módhoz képest. A játék multiplayer módban modemes kapcsolattal általában nem futott (elég gyorsan), használhatatlanná vált. Ezt javítócsomagokkal kellett kiküszöbölni. Az előbb említett hibával ellentétben az újabb kiadások, verziók javították ezt a gondot, legalábbis elfogadható minőségűvé téve a netes működést.
Az Unrealhoz kiadott legutolsó javítócsomag (patch) a 226b verziószámot viselte, a vele upgradelt Unreal teljesen megegyezik az Unreal Gold kiadásban található programpéldánnyal.
Voltak a játéknak olyan jellemzői is, melyek nem tervezési hibából fakadtak, de a felhasználók körében mégis nemtetszést szültek. Itt elsősorban az óriási rendszerkövetelményeket kell megemlíteni, melyek pl. olyan bosszantó jelenségeket okozhattak, mint a pályák hosszú betöltési ideje. (Míg az egyjátékos mód többé-kevésbé problémamentes volt a GTI által megadott minimális rendszerkövetelményekkel, a sok karaktert igénylő multiplayer üzemmód zökkenők - szaggatás, megakadás vagy egyéb furcsa látványhatások - nélküli futtatásához nem árt a minimálisan előírtnál sokkal erősebb géppel rendelkezni.)
Abban az időben csak kevesek engedhették meg maguknak a nagy teljesítményű processzorokat és 3D gyorsítókártyákat, márpedig az Unreal teljes kibontakoztatásához ilyenre volt szükség - az Unreal a jövőnek készült.

## Kiegészítések, folytatások és újrakiadások

### Újrakiadások
- Unreal Gold: Az Unreal és a Return to Na Pali közös újrakiadása (2000. jan. 21.), a végső javítócsomaggal javított formában.
- Totally Unreal: Az Unreal Gold, az UT, valamint bizonyos ezekhez készített patchek és modok közös kiadása.
- Unreal Anthology: Az Unreal Gold, Unreal Tournament, Unreal II és Unreal Tournament 2004 közös kiadása, kisebb változtatásokkal (pl. egyes UT textúrák hiányoznak, ill. az Unreal Gold multiplayer funkcióiban is változás történt).

### Bővítőcsomagok
Az Unrealhoz az Epic, illetve munkatársai 1999-ben három bővítőcsomagot (bonus pack) is készítettek, de hivatalosan csak az elsőt, az ún. Fusion Pack-et adták ki. Hat új öldöklés pályát tartalmazott (DM-Cybrosis, DM-Letting, DM-Loxi, DM-Mojo, DM-Twilight, DM-Shrapnel). A mellékelt dokumentáció egy mondata már előrevetíttette az Unreal alkonyát: a készítők ugyanis megjegyezték, hogy aki szereti ezeket a pályákat, az szeretni fogja a hamarosan eljövendő Unreal Tournamentet is ….
Létezik két másik ismert pálya-bővítés, a „Creative” és a „Division” csomagok, ezeket részben más cégekkel együttműködve terjesztették, részben különböző közösségi portálokról tettek letölthetővé, de hivatalos kiadásuk soha nem történt meg (készítésükben viszont az Epic és a DE munkatársai vettek részt, és dokumentációjukban az Epic copyright emblémája szerepel). A Creative BP nevét a Creative Labs-ról kapta, a cég ugyanis jó ötletnek gondolta (és nem tévedett), hogy néhány hangkártya-típushoz az Unreal egy demo változatát mellékelje, az említett bővítőcsomaggal kiegészítve. A tartalmazott anyag: hat új öldöklés pálya (deathmatch1, deathmatch2, raver2revrb, hall1a, 2shadow, 3shadow) valamint egy segédfájl (text.utx, amely textúrákat tartalmaz).
A Division csomag öt új (DM-BayC, DM-Creek, DM_Krazy, DM-Locke, DM-Scruular) és egy módosított régi (DM-villa2f) öldöklés pályát tartalmaz (az f a fixed - azaz „javított” szó rövidítése).

### Kiegészítés: RNTP
- Fő szócikk: Return to Na Pali

A Return to Na Pali 1999-ben jelent meg, az Unreal legambiciózusabb kiegészítő csomagja. Több mint harminc új egyjátékos pályát tartalmazott, melyek folytatták a 849-es elítélt történetét, valamint két-három új (a kritikusok szerint azonban nagyon kevés) szörnyet és fegyvert is.

### Folytatások
A Legend Entertainment csapat egy folytatást készített Unreal II: The Awakening címen, amely először 2003-ban jelent meg, ez műfajilag akció-kaland-FPS maradt, de főhőst váltott, egy katonai ambíciókkal teli „űrhatárőr” személyében, aki azt a feladatot kapja, hogy gyűjtse össze különböző idegen világokból egy véletlenül előkerült ősi tárgy darabjait, amelyekre ellenséges civilizációk egész sora (köztük a skaarj) kezdett (kezdetben érthetetlen okokból) vadászni.
Már az Unreal is tartalmazott egy olyan ún. „botmatch” funkciót, amelyet használva, elszakadva a kaland-történettől, egyénileg vagy csapatosan harcolhatunk különféle gyakorlópályákon különféle ellenfelekkel. A (The Awakeningből kimaradt) eme lehetőségből lett aztán a következő Unreal motorra épülő játéksorozat, az Unreal Tournament lényege, a deathmatch. Ez hosszú távon meg is pecsételte az Unreal továbbfejlesztésének sorsát. A kiegészítés és a folytatás ellenére - melyek már nem arattak hasonló sikert, és a kritika tulajdonképp a „felejthető” kategóriába sorolta őket (a rajongók pedig főleg azért nem szerették az Unreal II-t, mivel nem az eredeti történet folytatása volt, hanem egy teljesen új szálat kezdett) - az Unreal igazi örökösének az Unreal Tournament széria tekinthető.

## Érdekességek
- Az Unreal több utalást is tesz a készítőkre. A második, Nyleve vízesése c. pályán kívülről látható a lezuhant Vortex Rikers, oldalán a C-114-85EKLS rendszámmal, amelynek utolsó betűi általános vélekedés szerint a pályatervező Juan Pancho 'XceptOne' Eekels vezetéknevét rejtik. A pálya neve egy anagramma (pontosabban fordított sorrendben van leírva) Eekels feleségének keresztnevéből (Evelyn); továbbá a fordítóüzeneteket jegyző emberek (a Vortex Rikers egykori legénysége) nevei Eekels barátait rejtik.[53] Hasonlóan az Bluff eversmoking c. pályán a nali monostor kis temetőjében az egyik sírkőfelirat („Myscha Nov 28th 1994–June 1997”) szintén a pálya tervezőjének (Elliot 'Myscha the Sled Dog' Cannon) becenevét rejti.
- Rejtett, „nem nyilvánvaló” pályahelyek: ld. Unreal secrets[halott link]. Easter egg-ek: ld. pl. unrealsp.org.
- A játékhoz két „hivatalos” (a fejlesztők engedélyével történő és kiadásra is került) sci-fi regényt is írtak (Ryan Hughes: Hard Crash; Pocket, 1998. ápr. 1., ISBN 0671018817 ; ISBN 978-0671018818 ;[54] ill. Dean Wesley Smith: Prophet's Power; Pocket, 1998. ápr. 1.; ISBN 0671018825; ISBN 978-0671018825),[55] de ezek nem lettek túl népszerűek.
- Az Unreal szerepel a németországi BPjS/BPjM (Bundesprüfstelle für jugendgefährdende Schriften/Medien ~ A Fiatalkorúakat Veszélyeztető Kiadványok/Médiatermékek Szövetségi Vizsgálóhivatala) indexén. Az e listán szereplő kiadványokat törvényileg tilos bármely formában reklámozni (még szaklapokban való ismertetések által is); és tilos kiskorúak számára eladni őket.[56]
- Létezik egy német dark ambient zenekar Vortex Rikers néven, amely a játékbéli börtönhajóról nevezte el magát, valamint egy Skaarj művésznevű, breakbeat zenét alkotó orosz DJ (Szergej Dmitrijev).[57]

#### Leírások, kritikák
- Linuxvilág.hu
- IGN.com Archiválva 2011. március 7-i dátummal a Wayback Machine-ben
- Gamespot.com.
- Mobygames.com
- Beyondunreal.com
- Game-over.net
- ATPM.com
- Gamegoldies.org
- Steve Klett: Unreal Archiválva 2011. december 3-i dátummal a Wayback Machine-ben. Gamepro.com.
- Mike Anderson: Retrospective: Unreal. Kritika. Gamingwithchildren.com (blog). Hiv. beill. 2010. 05. 09.
- Tripatlas.com
- Unreal (Imdb.com) IMDb bejegyzés.

#### Wikik és rajongói honlapok
- Oldunreal - egy Unreal wiki.
- Unreal Wiki Az Unreal játékmotorral foglalkozó wiki a Beyondunreal.com webhely része.
- Gunreal - főképp az UnrealEd-ekkel (az Unreal játékmotoron alapuló játékok pályaszerkesztőivel) foglalkozó rajongói honlap, pályakészítési útmutatókkal
- Unrealasp.org – Részletes útmutató az Unrealhoz
- A Planetunreal.gamespy.com[halott link] rajongói SP kiegészítésének és modjainak bő gyűjteménye
- Ibrik.atw.hu - Uengine játékok magyarításának technikai problémáival foglalkozó oldal